# Āb Koreh
Āb Koreh (persiska: آب کره) är en ort i Iran.   Den ligger i provinsen Khuzestan, i den centrala delen av landet, 400 km söder om huvudstaden Teheran. Āb Koreh ligger 903 meter över havet och antalet invånare är 112.
Terrängen runt Āb Koreh är huvudsakligen kuperad, men västerut är den platt. Runt Āb Koreh är det ganska tätbefolkat, med 56 invånare per kvadratkilometer. Närmaste större samhälle är Māfgeh, 5,9 km söder om Āb Koreh. Omgivningarna runt Āb Koreh är i huvudsak ett öppet busklandskap.